# Dom Bosco
João Melchior Bosco, mais conhecido como Dom Bosco (Castelnuovo Don Bosco, 16 de agosto de 1815 — Turim, 31 de janeiro de 1888) foi um sacerdote católico italiano, fundador da Pia Sociedade São Francisco de Sales e proclamado santo em 1934. Aclamado por João Paulo II como o "Pai e Mestre da Juventude", é o padroeiro da capital federal do Brasil, Brasília.
Seguidor da espiritualidade e filosofia de Francisco de Sales, Dom Bosco era um fervoroso devoto de Maria Auxiliadora. Mais tarde, dedicou seus trabalhos a Sales, quando fundou os Salesianos, com sede em Turim. Juntamente com Maria Domenica Mazzarello, fundou o Instituto das Filhas de Maria Auxiliadora, uma congregação religiosa de freiras dedicada ao cuidado e educação de meninas pobres. Ele ensinou São Domingos Sávio, de quem escreveu uma biografia que ajudou o menino a ser canonizado.
Em 18 de abril de 1869, um ano após a construção da Basílica de Maria Auxiliadora em Turim, estabeleceu a Associação de Maria Auxiliadora (ADMA), conectando-a a compromissos facilmente cumpridos pela maioria das pessoas, com a espiritualidade e a comunidade. missão da Congregação Salesiana. A ADMA foi fundada para promover a veneração do Santíssimo Sacramento e Maria Auxiliadora.
Em 1876, Dom Bosco fundou um movimento de leigos, a Associação de Cooperadores Salesianos, com a mesma missão educativa para os pobres. Em 1875, ele começou a publicar o Boletim Salesiano. O Boletim permaneceu em publicação contínua e atualmente é publicado em 50 edições diferentes e em 30 idiomas.
Dom Bosco estabeleceu uma rede de organizações e centros para continuar seu trabalho. Após sua beatificação em 1929, ele foi canonizado como santo na Igreja Católica Romana pelo Papa Pio XI em 1934. Sendo padroeiro dos jovens e dos estudantes, é patrono da juventude.

## Vida
Giovanni Bosco nasceu na noite de 16 de agosto de 1815 no vilarejo nas colinas de Becchi, Itália. Ele era o filho mais novo de Francesco Bosco (1784-1817) e Margherita Occhiena. Ele tinha dois irmãos mais velhos, Antonio e Giuseppe (1813-1862). Os Boscos de Becchi eram agricultores da Família Mogliana. João Bosco nasceu em uma época de grande escassez e fome no interior do Piemonte, após a devastação causada pelas Guerras Napoleônicas e pela seca em 1817.
Quando ele tinha pouco mais de dois anos, seu pai Francesco morreu, deixando o apoio de três meninos para sua mãe, Margherita. Ela teve um forte papel na formação e na personalidade de Bosco, e foi uma das primeiras defensoras dos ideais de seu filho.
Em 1825, quando tinha nove anos, Bosco teve o primeiro de uma série de sonhos que desempenhariam um papel influente em sua perspectiva e trabalho. Este primeiro sonho "deixou uma impressão profunda nele pelo resto da vida", segundo suas próprias memórias. Aparentemente, Bosco viu uma multidão de meninos muito pobres que brincavam e blasfemavam, e um homem que "aparecia com roupas nobres, de porte masculino e imponente". O homem disse-lhe: "Você terá que conquistar esses seus amigos não com socos, mas com gentileza e bondade. Portanto, comece agora mesmo a mostrar-lhes que o pecado é feio e a virtude bela".
João Bosco, aos dez anos de idade, no oratório festivo, começou a observar a atitude de seus colegas de classe e, em todas as lutas, era o árbitro. Os meninos mais velhos tinham medo dele porque João Bosco conhecia seus pontos fortes e fracos.
Quando os artistas que viajavam se apresentaram em um banquete local nas colinas próximas, João observou e estudou os truques dos malabaristas e os segredos dos acrobatas. Em seguida, ele mostrava suas habilidades como malabarista, mágico e acrobata, com orações antes e depois da apresentação. O dinheiro que ele precisava para preparar todos os shows foi retirado da venda dos pássaros que caçava e o dinheiro que sua mãe lhe deu porque ela confiava nele.
A pobreza impediu qualquer tentativa séria de educação. Os primeiros anos de João foram gastos como pastor e ele recebeu sua primeira instrução de um pároco. Pensa-se que suas experiências de infância o inspiraram a se tornar um padre. Na época, ser padre era geralmente visto como uma profissão para as classes privilegiadas, e não para os agricultores, embora não fosse desconhecido. Alguns biógrafos retratam seu irmão mais velho Antonio como o principal obstáculo para a ambição de Bosco de estudar, quando o irmão protestou que João era apenas "um agricultor como nós!".
Numa manhã fria de fevereiro de 1827, João deixou sua casa e foi procurar emprego como criado de fazenda. Aos 12 anos, ele achou a vida em casa insuportável por causa das brigas contínuas com Antonio. Ter que enfrentar a vida sozinho em uma idade tão jovem pode ter desenvolvido suas simpatias posteriores para ajudar meninos abandonados. Depois de implorar sem sucesso pelo trabalho, Bosco acabou na fazenda de vinhos de Louis Moglia. Embora Bosco pudesse estudar sozinho, ele não pôde frequentar a escola por mais dois anos. Em 1830, ele conheceu José Cafasso, um jovem padre que identificou algum talento natural e apoiou sua primeira escola. Em 1835, Bosco entrou no seminário de Chieri, próximo à Igreja da Immacolata Conceição. Em 1841, após seis anos de estudo, ele foi ordenado sacerdote na véspera do domingo da Trindade pelo arcebispo Franzoni, de Turim.

### Formação Sacerdotal
Fez a sua primeira comunhão em 1826. Em 1828 começou a estudar e aos dezesseis anos passa a frequentar a escola de Castelnuovo D'Asti. Em 30 de outubro de 1835, quando completou vinte anos, ingressou no Seminário de Chieri, sendo ordenado sacerdote em 5 de junho de 1841, pelo bispo Luigi Fransoni. Após a ordenação, transfere-se para Turim.

### Idade adulta

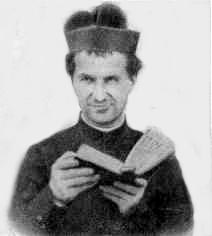
Dom Bosco.

Naquela época, a cidade de Turim tinha uma população de 117 000 habitantes. Ele refletia os efeitos da industrialização e da urbanização: numerosas famílias pobres viviam nas favelas da cidade, tendo vindo do campo em busca de uma vida melhor. Ao visitar as prisões, Dom Bosco ficou perturbado ao ver tantos meninos de 12 a 18 anos de idade. Ele estava determinado a encontrar um meio de impedir que terminassem aqui. Devido ao crescimento populacional e à migração para a cidade, Bosco considerou os métodos tradicionais do ministério paroquial ineficientes. Ele decidiu que era necessário tentar outra forma de apostolado, e começou a encontrar os meninos onde eles trabalhavam e se reuniam em lojas e mercados. Eles eram pavimentadores, cortadores de pedra, pedreiros, rebocadores que vinham de lugares distantes, recordou em suas breves memórias.
O Oratório não era simplesmente uma instituição de caridade e suas atividades não se limitavam aos domingos. Para Dom Bosco, tornou-se sua ocupação permanente. Ele procurou emprego para os desempregados. Alguns dos meninos não dormiam e dormiam embaixo de pontes ou em dormitórios públicos sombrios. Por duas vezes, ele tentou fornecer acomodações em sua casa. A primeira vez que roubaram os cobertores; no segundo em que esvaziaram o palheiro. Ele não desistiu. Em maio de 1847, ele abrigou um menino de Valência, em um dos três quartos que estava alugando nas favelas de Valdocco, onde morava com a mãe. Ele e "Mamma Margherita" começaram a acolher órfãos. Os meninos abrigados por Dom Bosco eram 36 em 1852, 115 em 1854, 470 em 1860 e 600 em 1861, 800 é o máximo mais tarde.
Bosco e seu oratório se mudaram pela cidade por vários anos; ele foi expulso de vários lugares em sucessão. Depois de apenas dois meses com sede na igreja de St. Martin, todo o bairro expressou sua irritação com o barulho vindo dos meninos brincando. Uma queixa formal foi apresentada contra eles no município. Também circulavam boatos de que as reuniões conduzidas pelo padre com seus filhos eram perigosas; sua recreação poderia ser transformada em uma revolução contra o governo. O grupo foi despejado.

### Atuação como sacerdote em Turim

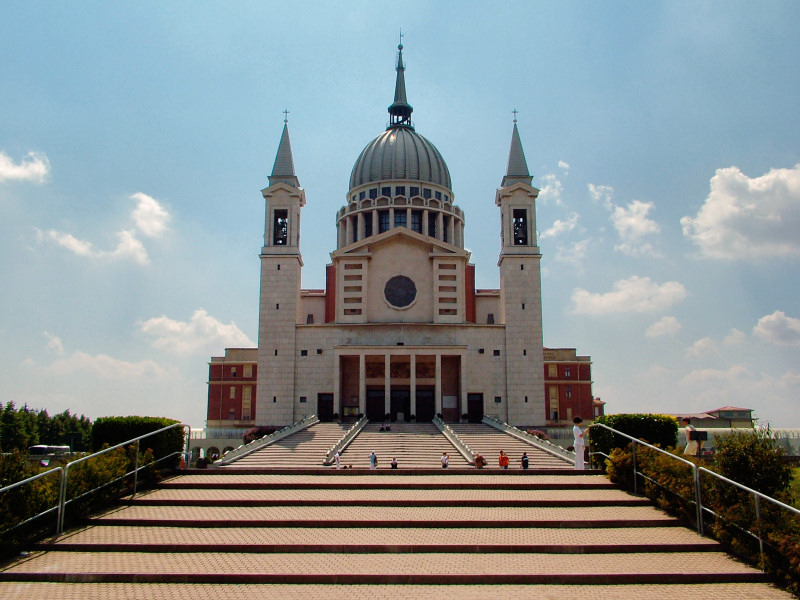
Basílica de Dom Bosco em Castelnuovo Don Bosco, Itália.

No contexto da revolução industrial na Itália, havia grande contingente de jovens sem família nas grandes cidades. Desde 1809, em Milão, a igreja católica mantinha um tipo de obra assistencial para jovens denominada oratório, que se ocupava de lazer, educação e catequese. O primeiro oratório de Turim foi fundado em 1841, pelo padre Giovanni Cochi. Influenciado por essas iniciativas, Dom Bosco funda em 8 de dezembro de 1841 um oratório em Turim, quando atende e ensina o jovem Bartolomeo Garelli na sacristia da Igreja de São Francisco de Assis. Em 8 de dezembro de 1844, esse oratório passa a denominar-se 'Oratório de São Francisco de Sales, sendo a primeira casa Salesiana, e em 12 de abril de 1846 passou a ter sua sede definitiva numa propriedade de Francisco Pinardi, no bairro turinense de Valdocco.

### Atuação política em Turim
O cenário político do Piemonte e em toda Itália era de caráter revolucionário, com inúmeros conflitos entre o Estado em formação e a Igreja Católica, durante todo o período do Risorgimento. Seus biógrafos registram sua amizade com políticos como Camilo de Cavour e Humberto Ratazzi, pessoas influentes como a Marquesa Barolo, a amizade direta com o Papa Pio IX e com o Papa Leão XIII. Localmente, o Arcebispo de Turim que ordenou São João Bosco, Dom Luigi Fransoni esteve tanto no exílio como preso, tendo recusado os últimos sacramentos ao ministro Santa Rosa e por isso tendo sido repreendido pelo Rei Vítor Emanuel. Seu sucessor, Dom Lorenzo Gastaldi, teve uma longa disputa com São João Bosco, que resultou num processo canônico. A paz entre ambos só se fez mediante decisão de Leão XIII. As relações com políticos italianos e com papas, de forma muito direta, teriam dado a João Bosco uma posição política que parecia, sobretudo ao bispo Gastaldi, ameaçar a ordem hierárquica da Igreja.

## Realizações

### Fundação dos Salesianos

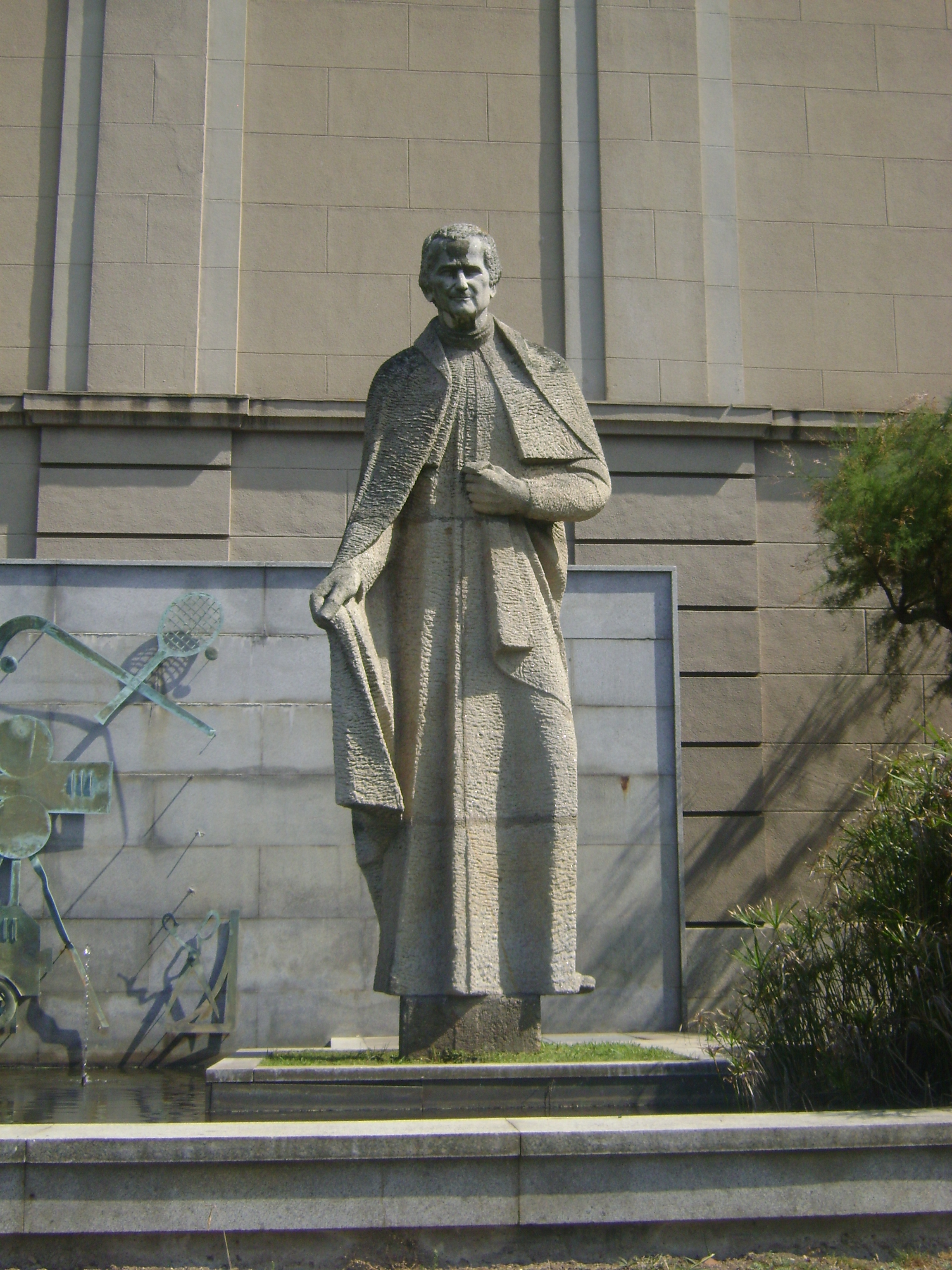
Estátua de Dom Bosco em La Coruña, Galícia, Espanha.

Bosco pensava em organizar uma associação religiosa, contudo, o contexto político da unificação da Itália, a disputa pela separação entre Estado e Igreja, não estimulavam a criação de uma ordem religiosa nos moldes tradicionais.
O ministro Umberto Ratazzi lhe sugeriu organizar uma sociedade de cidadãos que se dedicasse às atividades educativas realizadas pelos oratórios em moldes civis. Bosco propõe a Sociedade de São Francisco de Sales, que seria vista como uma associação de cidadãos aos olhos do Estado e como uma associação de religiosos perante a Igreja. Após consultar o Papa Pio IX, Bosco recebeu de seus companheiros padres, seminaristas e leigos a adesão à Sociedade de São Francisco de Sales em 18 de dezembro de 1859 e em 14 de março de 1862, os primeiros salesianos fizeram os votos religiosos de castidade, pobreza e obediência. A partir de 1863, além dos oratórios, os salesianos passam a se dedicar também aos colégios e escolas católicas para meninos e jovens. Com a separação entre Estado e igreja, há forte demanda por escolas católicas, fazendo com que esse tipo de instituição se dissemine rapidamente. As regras da Sociedade, chamadas de Constituições, foram aprovadas pela igreja em 1874. Em sua morte, em 1888, a Sociedade contava com 768 membros, com 26 casas fundadas nas Américas e 38 na Europa.

### Fundação das Filhas de Maria Auxiliadora

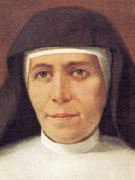
Santa Maria Mazzarello,

Em 1861, na cidade italiana de Mornese, Maria Domingas Mazzarello convida sua amiga Petronilla para juntas organizarem uma oficina de costura para meninas. Em 1863 a oficina começa a acolher meninas órfãs. O seu trabalho é supervisionado pelo Padre Domingos Pestarino, que havia se associado aos Salesianos. Com o auxílio de Pestarino, Bosco propõe às jovens que se organizem como uma congregação religiosa, com o nome de Filhas de Maria Auxiliadora e em 5 de agosto de 1872 as primeiras salesianas fazem seus votos. Maria Mazzarello foi a primeira superiora da congregação.

### Fundação da Associação dos Salesianos Cooperadores
De início, a proposta da Sociedade de São Francisco de Sales incluía, padres, irmãos e leigos externos, porém essa forma de organização não foi aprovada pela igreja católica, que queria apenas padres e irmãos, como nas demais congregações. Sendo assim, Bosco propôs a associação leiga dos Salesianos Cooperadores, que foi aprovada em 1876 pelo Papa Pio IX. O objetivo era o mesmo da Sociedade de São Francisco de Sales, a saber: o trabalho educativo e catequista junto aos meninos e aos jovens. Em sua forma de associação, tornou-se uma sociedade mista, com homens e mulheres leigos.

### Sonhos proféticos de João Bosco
Há controvérsia se seriam sonhos, visões ou premonições. O próprio São João Bosco parece que não sabia muito bem como lidar com esses eventos. Por fim, decidiu dar-lhes atenção, pois muitas vezes eram sonhos de caráter premonitório, que o avisavam sobre a morte iminente de algum aluno ou salesiano. Era seu costume contar o sonho a seu confessor ou diretor espiritual antes de contá-lo aos demais. Com relação aos sonhos de São João Bosco, o (beato) Papa Pio IX, ordenou-lhe que consignasse tudo por escrito, em seu sentido literal e de forma detalhada, para maior estímulo dos filhos da Congregação Salesiana.

#### O sonho sobre sua missão
A biografia de João Bosco elenca inúmeros sonhos, desde o primeiro, ainda na infância, quando se vê brigando com outros meninos e um homem – de acordo com os símbolos do sonho, Jesus Cristo — se aproxima e lhe diz para educar Não com pancadas, mas com mansidão e caridade.

#### Dom Bosco e Brasília

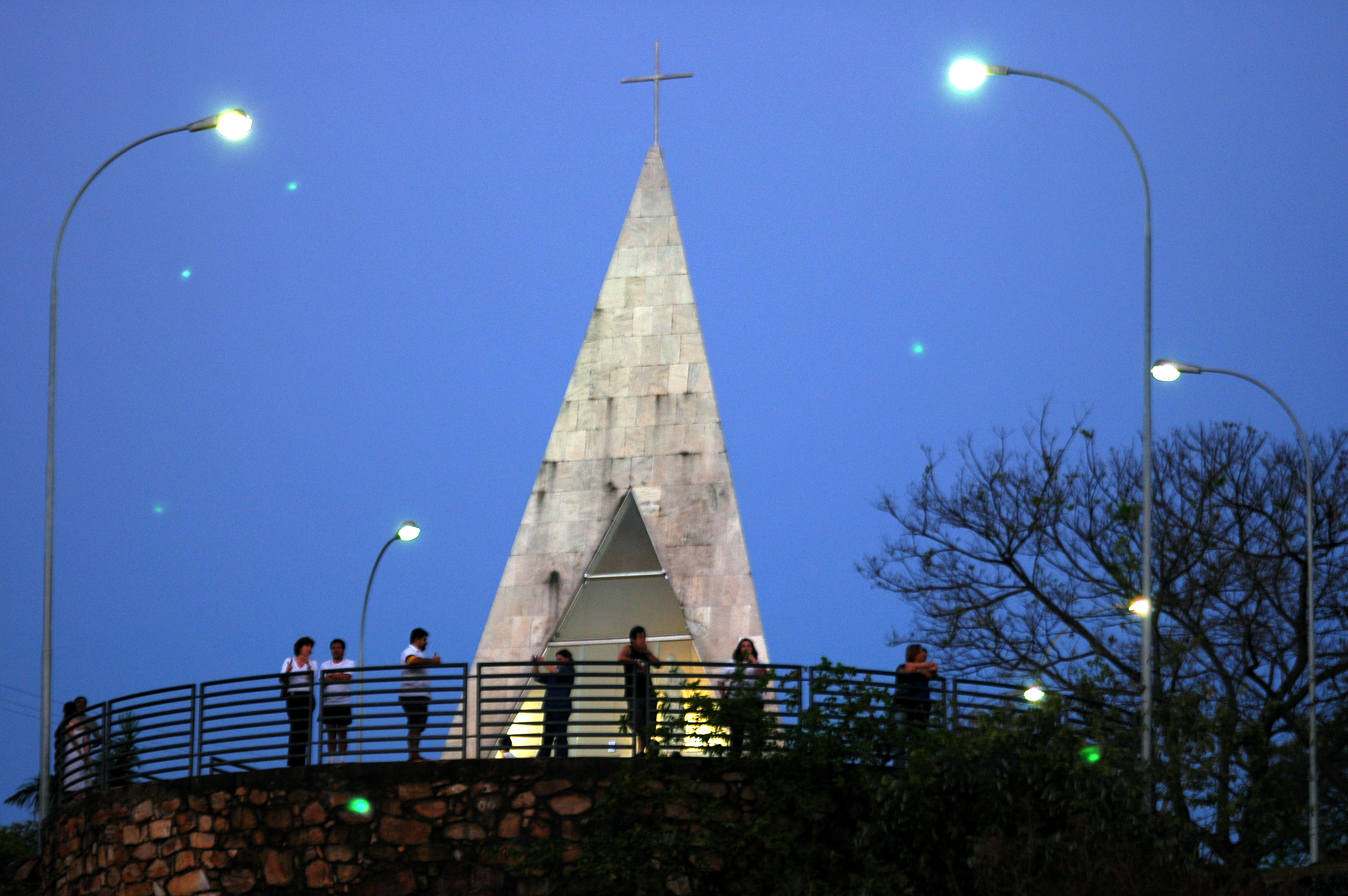
Ermida Dom Dosco, em Brasília

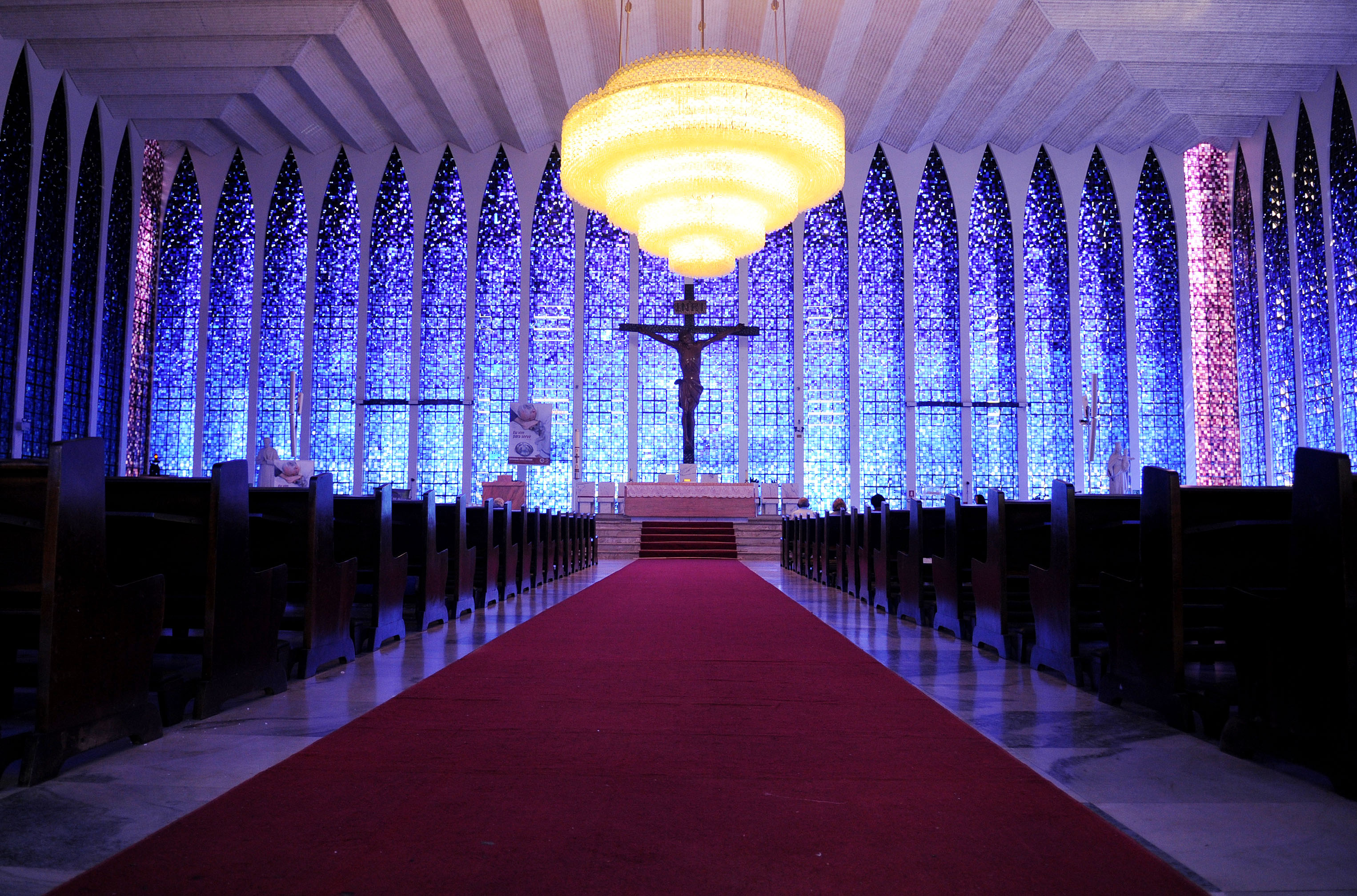
Santuário Dom Bosco, em Brasília

Em outro sonho, vê, entre os paralelos 15 e 20 do hemisfério sul, um lugar de muita riqueza, próximo a um lago:
Entre os graus 15 e 20 havia uma enseada muito longa e muito larga que partia de um ponto que formava um lago. Então uma voz disse repetidamente: quando eles vierem cavar as minas escondidas no meio dessas montanhas daquele golfo, a terra prometida aparecerá aqui, fluindo leite e mel, será uma riqueza inconcebível.
Esse lugar é atribuído por alguns intérpretes como sendo Brasília, motivo pelo qual São João Bosco é considerado um dos padroeiros dessa cidade brasileira.

## Morte e legado
Bosco morreu em 31 de janeiro de 1888. Seu funeral foi assistido por milhares de pessoas. Logo depois, houve uma demanda popular para que ele fosse canonizado. A Arquidiocese de Turim investigou e testemunhas foram chamadas para determinar se Bosco era digno de ser declarado santo. Os Salesianos, Filhas e Cooperadores deram testemunhos de apoio. Mas muitos se lembraram das controvérsias de Bosco na década de 1870 com o arcebispo Gastaldi e alguns outros da hierarquia da Igreja que o consideravam um canhão solto e um "negociante de rodas". No processo de canonização, ouviram-se testemunhos de como ele percorreu Gastaldi para ordenar alguns de seus homens e sobre a falta de preparação acadêmica e decoro eclesiástico. Desenhos políticos partir da década de 1860 e depois o mostrou sacudindo dinheiro dos bolsos de velhinhas ou indo para a América com o mesmo objetivo. Esses desenhos não foram esquecidos. Os opositores de Bosco, incluindo alguns cardeais, estavam em posição de bloquear sua canonização. Por volta de 1925, muitos salesianos temiam que tivessem sucesso.
O Papa Pio XI conhecia Dom Bosco e impulsionou a causa. Pio XI beatificou Bosco em 2 de junho de 1929 e o canonizou no domingo de Páscoa (1 de abril) de 1934, quando recebeu o título de "Pai e Mestre da Juventude".
Enquanto Dom Bosco era conhecido popularmente como o santo padroeiro dos ilusionistas, em 30 de janeiro de 2002, Silvio Mantelli solicitou ao Papa João Paulo II que declarasse formalmente Bosco o patrono dos mágicos de palco. Mágicos católicos que praticam a magia do evangelho veneram Bosco, oferecendo espetáculos de mágica gratuitos para crianças carentes no dia da festa.
O trabalho de Dom Bosco foi realizado pelo seu primeiro aluno, colaborador e companheiro, Miguel Rua, que foi nomeado reitor-mor da Sociedade Salesiana pelo Papa Leão XIII em 1888.
Dom Bosco foi o tema da cinebiografia Don Bosco de 1935, dirigida por Goffredo Alessandrini. Ele foi interpretado pelo ator Gian Paolo Rosmino.
Dom Bosco também foi o tema de um filme italiano de 2004, São João Bosco: Missão ao Amor e também do filme de 1988, Don Bosco, interpretado por Ben Gazzara.

## Canonização de Dom Bosco

### O contexto da beatificação e canonização de Dom Bosco
Tendo participado do período do Risorgimento e se relacionado com seus atores principais, Dom Bosco acabou por participar, indiretamente, da resolução do último aspecto que aquele movimento deixou em aberto para o século XX: a Questão Romana.
O momento da beatificação de Dom Bosco (1929) coincide com a Concordata de São João de Latrão, celebrada entre Benito Mussolini e o Cardeal Pietro Gasparri, com a aprovação do Papa Pio XI. A coincidência não é gratuita, mas representa naquele momento, uma expressão de nacionalismo italiano, com Mussolini, que estudara um ano no colégio salesiano de Faenza, elogiando Dom Bosco e com Pio XI pondo fim ao poder temporal da Igreja, permitindo a final unificação da Itália e considerando Mussolini um "homem da Providência". Na canonização de Dom Bosco em (1934) o contexto será bem outro. Descontente com os rumos do fascismo e do nazismo, Pio XI escreverá duas encíclicas, uma em alemão e outra em italiano, condenando ambas as ideologias.
O uso político da popularidade e nacionalidade de Dom Bosco e dos salesianos é recorrente na Itália. Em 2005, o então primeiro-ministro Silvio Berlusconi visitou o Instituto Salesiano Santo Ambrósio, em Milão, onde foi aluno, para recordar que aprendera com Dom Bosco que "é preciso estar de acordo com todos".

### O sonho das duas colunas

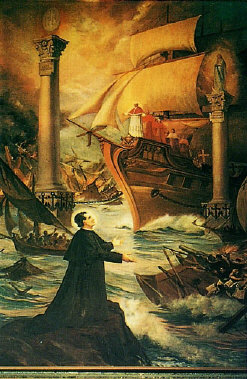
Pintura representando o sonho profético de Dom Bosco sobre o futuro da Igreja.

No fundo da Basílica de Maria Auxiliadora em Turim, procurada por Dom Bosco, está a pintura que representa o famoso "Sonho das duas colunas", considerado profético sobre o futuro da Igreja.
O sonho, contado pelo futuro santo na noite de 30 de maio de 1862, descreve uma terrível batalha no mar, desencadeada por uma multidão de barcos contra um único navio grande, que simbolizaria a Igreja Católica.
O navio, atingido repetidamente, é liderado pelo papa para ancorar, seguro e vitorioso, entre duas colunas altas que emergiram do mar. Este último representaria o primeiro a Eucaristia, simbolizada por um grande anfitrião com a palavra "Salus credentium", o segundo Maria, simbolizada por uma estátua da Imaculada com a inscrição "Auxilium Christianorum".
Na noite de 13 de setembro de 1953, o abençoado Cardeal Schuster, então arcebispo de Milão, que estava em Turim como o Legado Papal no Congresso Eucarístico Nacional, dedicou uma parte significativa de sua homilia a esse sonho durante o solene fechamento pontifício.

### Os milagres para a beatificação
Para os propósitos da beatificação, a Igreja Católica considera um milagre necessário: no caso de Dom Bosco, ele considerou curas milagrosas de Teresa Callegari e Provina Negro.
Em Castel San Giovanni, na província de Piacenza, Teresa Callegari, de 23 anos, em novembro de 1918, adoeceu com pneumonia de origem gripal. Hospitalizada, ela se recuperou de uma pneumonia, mas, durante sua convalescença, adoeceu com poliartrite infecciosa rebelde a cada tratamento. A patologia tornou-se crônica e, em 1921, também devido a complicações, a mulher não podia mais comer e os médicos se desesperavam em salvá-la.
A conselho de um amigo, ele iniciou uma novena a Dom Bosco, repetida em julho do mesmo ano. Em 16 de julho, oitavo dia da novena, a situação se deteriorou ainda mais e pensou-se que a jovem estava prestes a morrer. Este último, no entanto, às 4 da manhã do dia 17, como relatou mais tarde, teria visto Dom Bosco avançando em direção à sua cama de hospital, ordenando que ela se levantasse: saiu da cama sem sentir nenhum desconforto e, ao ver a imagem do padre, ele correu gritando para os outros pacientes incrédulos.

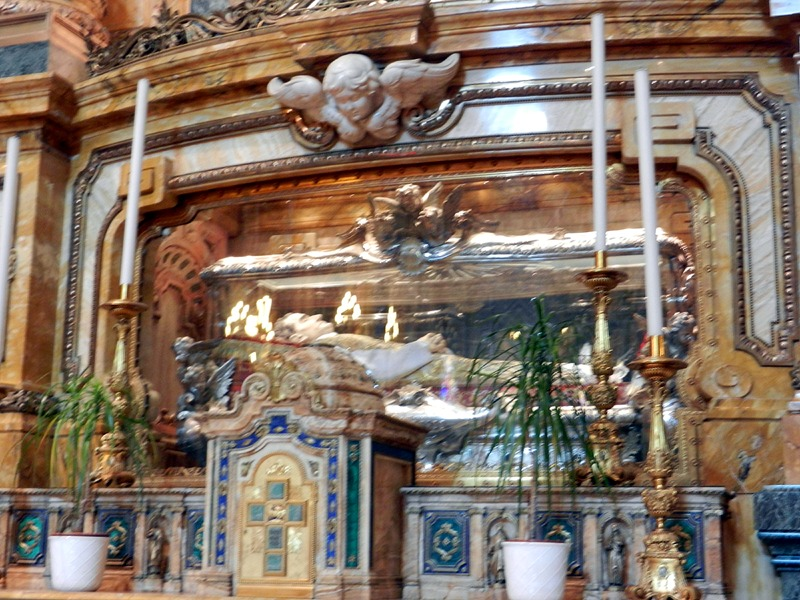
Relicário com o corpo de São João Bosco em Turim.

No dia seguinte, os médicos, incluindo o Dr. Miotto, verificaram a recuperação, que foi confirmada durante o processo apostólico também pelos médicos Ghisolfi e Fermi e, posteriormente, pelos médicos Chiays, Sympa e Stampa. O processo de beatificação durou até 1929, ano em que, em 19 de março, a Igreja declarou milagrosa que a cura, instantânea, completa e definitiva, não parecesse cientificamente explicável. Nesta ocasião, a cura da irmã Provina Negro, pertencente à congregação das Filhas de Maria Auxiliadora, também foi declarada um milagre: sua súbita recuperação de uma forma grave de úlcera estomacal foi examinada paralelamente à de Teresa Callegari e atribuída à intercessão de Dom Bosco.